# Gerd Iversen
Gerd Iversen (* 25. März 1916 in Lübeck; † 22. Juni 2004 in Bad Segeberg) war ein deutscher Mediziner und Politiker (FDP).
Iversen studierte Medizin an den Universitäten in Hamburg und München. Er wurde 1939 in München promoviert. Von 1940 bis 1945 leistete er als Mitglied der Waffen-SS Wehrdienst als Bataillonsarzt und leitender Arzt einer Lazarettabteilung in der Sowjetunion. Von 1945 bis 1965 war er als Assistent, später als Oberarzt an der Inneren Abteilung des Kreiskrankenhauses Bad Segeberg tätig. 1947 gehörte er zu den Gründungsmitgliedern des Marburger Bundes und war zeitweise dessen Landesvorsitzender in Schleswig-Holstein. Seit 1965 war er geschäftsführender Arzt der Ärztekammer Schleswig-Holstein und Schriftleiter des Schleswig-Holsteinischen Ärzteblattes. 1977 wurde er zum Präsidenten der Ärztekammer Schleswig-Holstein gewählt und behielt dieses Amt bis 1999. Ab 1980 war er als Psychotherapeut und als Dozent auf dem Gebiet der Psychotherapie tätig, insbesondere in der Akademie der Ärztekammer Schleswig-Holstein.
Iversen leitete von 1956 bis 1971 als Vorsitzender die Volkshochschule in Bad Segeberg.
Er wurde zum stellvertretenden Landesvorsitzenden der FDP Schleswig-Holstein gewählt und war von 1962 bis 1964 Mitglied im FDP-Bundesvorstand.

## Schriften (Auswahl)
- mit Johannes Heinrich Schultz: Hypnose-Technik. Praktische Anleitung zum Hypnotisieren für Ärzte. 9. Aufl. G. Fischer, Stuttgart/Jena/New York 1994, ISBN 3-437-11531-6.
- Wie halten wir es mit der Psychotherapie? Beiträge zur „Psychologisierung des Arztes“. ICI-Pharma, Plankstadt 1986.
- Dem Wegbereiter Johann Heinrich Schultz, Professor Dr. med., Dr. med. h.c., Nervenarzt, Ehrenmitglied der Berliner Gesellschaft für Psychiatrie und Neurologie, Nestor und Mentor der Psychotherapie in Deutschland, * 20. Juni 1884, † 19. September 1970. Ein Dankeszeichen, herausgegeben im Auftrag des Vorstandes der Deutschen Gesellschaft für Ärztliche Hypnose und Autogenes Training. Deutscher Ärzte-Verlag, Köln-Lövenich 1984.
- Unwägbares hat Gewicht. Anschauliches zum Verständigen und Verstehen. Kleine Reflexionen. Bad Segeberg 1984.
- Gründe und Hintergründe der Schüler- und Studentenunruhen. Kiel 1969.
- Können Blutgruppen- und Faktorenbestimmungen bei Zwillingen einen Beitrag zur Klärung der Frage der Nachempfängnis erbringen? Stuttgart 1940 (zugleich: med. Diss., Universität München).